# My Resistance
A My Resistance című lemez a Diaura nevű japán visual kei együttes harmadik minialbuma, mely 2016. november 16-án jelent meg az Ains kiadásában. 27. helyen végzett az Oricon heti slágerlistáján, az Indies listán pedig harmadik volt. A lemez kétféle verzióban jelent meg: az A-típuson a hetedik dal a Criminal Beast, a B-típuson viszont a Daybreaker. Az A-típushoz egy DVD is tartozik a Tószaku-só resistance (倒錯症レジスタンス; Hepburn: Tōsaku-shō resistance) videoklipjével és a klipforgatás kulisszatitkaival. Az együttes a lemez kiadásának alkalmából 2016. november 19-én élő adásban szerepelt a Niconico felületén.

## Számlista
Az összes dalszöveg szerzője yo-ka. 
| 1. | SE: My Resistance                                                          | Kei   | 1:56 |
| 2. | Siro to aoi no kjókai (白と蒼の境界; Hepburn: Shiro to aoi no kyōkai)      | Kei   | 3:49 |
| 3. | The abyss                                                                  | Kei   | 3:25 |
| 4. | Tószaku-só resistance (倒錯症レジスタンス; Hepburn: Tōsaku-shō resistance) | Kei   | 3:20 |
| 5. | Linkage                                                                    | Kei   | 3:34 |
| 6. | Mr. Isolation                                                              | yo-ka | 3:18 |
| 7. | Criminal Beast                                                             | Kei   | 3:54 |

| 1. | Tószaku-só resistance (倒錯症レジスタンス; Hepburn: Tōsaku-shō resistance) (videoklip) |  |
| 2. | Making eizó (メイキング映像; Hepburn: Making eizō)                                     |  |

| B-típus | B-típus    | B-típus | B-típus | B-típus | B-típus | B-típus | B-típus | B-típus | B-típus |
| #       | Cím        | Zene    | Hossz   |         |         |         |         |         |         |
| ------- | ---------- | ------- | ------- | ------- | ------- | ------- | ------- | ------- | ------- |
| 7.      | Daybreaker | Tacuja  | 3:50    |         |         |         |         |         |         |
| 23:12   |            |         |         |         |         |         |         |         |         |